# شهرستان کومال (تگزاس)
شهرستان کومال، تگزاس (به انگلیسی: Comal County, Texas) یک سکونتگاه مسکونی در ایالات متحده آمریکا است که در تگزاس واقع شده‌است.

## خصوصیات
شهرستان کومال ۱٬۴۸۹٫۲۵ کیلومترمربع مساحت دارد.